# Johan de Barbastro
Johan de Barbastro (o Joan de Barbastre). Traductor, cal·lígraf i miniaturista aragonès de la Cancelleria Reial de Barcelona al servei del rei Pere IV d'Aragó "el Cerimoniós" entre els anys 1370 i 1386.

## Obra
- Traducció a l'aragonès de la Summa Istoriarum (Historie ancienne) (traduït a Summa de las Istorias del món). La traducció fou encarregada el 1371 pel rei Pere IV d'Aragó "el Cerimoniós". El 16 de maig del 1370, li arribà al rei la crònica de Morea, a qui li havia enviat don Johan Ferrández d'Heredia, Mestre de l'Orde de l'Hospital: «las istorias en frances que nos enviastes por Jayme Mestres (...) e nos ...facemos la dita suma de istorias transladar en aragones, e enviarvos hemos el dito translado logo que sea fecho». La traducció es finalitzà el 10 de febrer del 1372.
- Còpia del Llibre dels fets, coneguda hui en dia amb la sigla C, que fou encarregada el 1380 pel rei Pere IV d'Aragó "el Cerimoniós". En el colofó de l'obra deixà escrit: «Mandato serenissimi domini petri dei gratir regis Aragonum valentiae, Majoricarum, cardinieae et Corsicae, Comitisque Barchinonae, Rossilionis et Ceritaniae […] Ego Iohannes de Barbastro de scribania predicti domini Regis Aragonum, oriundus Cesaraugustae scripsi Ciuitate Barchinonae Anno a Nativitate Dmi. Mo. CCCo. octuagesimo scripsi».
- Còpia de les Ordinacions fetes per lo Senyor en Pere terç rey dArago